# Alexandre de Lazari
Alexandre Nikolaïevitch de Lazari (en russe : Александр Николаевич Де Лазари), né le 12 septembre 1880 et mort le 23 février 1942, est un officier russe qui fut l'un des premiers spécialisés dans la défense biologique et chimique de son pays.

## Biographie
Alexandre de Lazari descend d'une famille ancienne de l'aristocratie italienne. Son ancêtre s'est mis au service de la Russie impériale à la fin du XVIIIe siècle et son arrière-grand-père a combattu dans l'armée russe pendant l'invasion napoléonienne. Tous les hommes de la famille servent dans l'armée. Lui-même étudie au corps des cadets de Sibérie, puis il entre à l'école d'artillerie Constantin de Saint-Pétersbourg dont il sort diplômé en 1901. Il sert six ans dans un régiment d'artillerie de la cavalerie, et poursuit ensuite sa formation d'officier à l'académie de l'état-major-général, dont il sort en 1909. Il sert alors à l'état-major-général de Saint-Pétersbourg.
Au début de la Première Guerre mondiale, Lazari est occupé à des missions de renseignement et au moment de l'opération Lodz de novembre 1914, il se trouve à la tête de la section de renseignement de l'état-major de la 2e armée. Il fait preuve de courage au combat, le 8 novembre 1914, ce qui est souligné par le général russe Scheidemann. Cependant par la suite, la capitaine de Lazari s'engage du côté de l'Armée rouge en février 1918, tandis que son frère émigre en Pologne.
Lazari devient chef du département opérationnel de l'état-major du front ouest, et chef des opérations à Smolensk. En 1919, il est chef de l'état-major de la zone militaire de Sibérie occidentale et en 1920 chef de l'état-major de la 3e armée du front de l'ouest. En 1921-1922, après la guerre civile, il devient rédacteur de la commission d'histoire militaire du haut-conseil militaire de rédaction et de 1922 à 1932, il tient la chaire d'histoire militaire de l'académie militaire Frounzé de Léningrad. 
C'est à partir de 1932 que sa carrière s'oriente vers les forces d'armement chimique.
De 1932 à 1940, Lazari enseigne la défense chimique à l'académie militaire. Il devient professeur de thèse en 1940-1941 à l'académie de défense chimique. Lazari est élevé au rang de major-général en 1940.
Le général de Lazari est arrêté le 26 juin 1941 au début de la guerre. Il a soixante ans. Il est condamné en février 1942 « pour complot antisoviétique » et d'espionnage au profit de... l'Italie! et aussitôt fusillé.
Le général de Lazari est réhabilité le 28 avril 1956.
Il est l'auteur de nombreux chapitres de l'Encyclopédie soviétique ayant trait à la Première Guerre mondiale.

## Source
- (ru) Cet article est partiellement ou en totalité issu de l’article de Wikipédia en russe intitulé « Де Лазари, Александр Николаевич » (voir la liste des auteurs).